# Вице-королевство
Вице-короле́вство (от «вице-король», дословно — «заместитель короля», ср. «вице-президент» или «вице-адмирал») — форма колониального владения, при которой правитель колонии (вице-король) наделяется неограниченными полномочиями и является прямым наместником наследственного монарха метрополии.
Должность вице-короля не являлась наследственной. Вице-королевство управлялось под руководством вице-короля или лорд-наместника.

## Вице-король
Начиная с XVI столетия титул «вице-король» жаловался монархами некоторых европейских государств правителям завоёванных, для этих государств, ими колоний, так первым вице-королём был Христофор Колумб.
Формально, должности вице-короля не существовало (есть некоторые исключения, например был вице-король Италии), и вице-королями в основном называли генерал-губернаторов.
Должность вице-короля не являлась наследственной.

## Вице-королевства
Некоторых государствах имели вице-королевства в:

### Испании
- Новая Испания (1535—1821)
- Новая Гранада (1717—1819)
- Перу[3] (1544—1821)
- Рио-де-Ла-Плата (1776—1810)
- Португалия (1580—1640)
- Сицилия (1515—1713)
- Неаполитанское королевство (1515—1713)
- Сардиния (1515—1714)
- Арагон (1517—1707)
- Наварра (1512—1839)
- Каталония (1479—1713)
- Валенсия (1520—1707)
- Майорка (1576—1715)

### Великобритании
- Британская Индия (1858—1947)
- Ирландия (1700—1922)
- Ганновер (1831—1837)

### Португалии
- Бразилия (1775—1815)
- Вице-королевство Индийское[4] (Португальская Индия) (1505—1896)

### Италии
- Итальянская Восточная Африка (1936—1941)

### Неаполя
- Сицилия (1759—1816)

### Швеции
- Норвегия (1814—1891)